# Ensjön (tätort)
Ensjön (uttal (fil)) är en ort i Norrköpings kommun i Östergötlands län. Den ligger vid sjön med samma namn. Vid 2015 års tätortsavgränsning hade den vuxit samman med Norrköping tätort.

## Befolkningsutveckling
| Befolkningsutvecklingen i Ensjön 1995–2010                                           | Befolkningsutvecklingen i Ensjön 1995–2010 | Befolkningsutvecklingen i Ensjön 1995–2010 | Befolkningsutvecklingen i Ensjön 1995–2010 | Befolkningsutvecklingen i Ensjön 1995–2010 |
| ------------------------------------------------------------------------------------ | ------------------------------------------ | ------------------------------------------ | ------------------------------------------ | ------------------------------------------ |
|                                                                                      |                                            |                                            |                                            |                                            |
| År                                                                                   |                                            |                                            | Folkmängd                                  | Areal (ha)                                 |
| 1995                                                                                 | 1995                                       |                                            | 66                                         | 11#                                        |
| 2000                                                                                 | 2000                                       |                                            | 99                                         | 14#                                        |
| 2005                                                                                 | 2005                                       |                                            | 320                                        | 23                                         |
| 2010                                                                                 | 2010                                       |                                            | 333                                        | 23                                         |
| Anm.: Ny småort 1995, ny tätort 2005. Sammanvuxen med Norrköping 2015. # Som småort. |                                            |                                            |                                            |                                            |